# Френц, Владимир Рудольфович
Владимир (Рейнгардт) Рудольфович Френц (11 февраля 1937, Ленинград — 29 сентября 1986, там же) — советский живописец, график, член Ленинградского Союза художников.
Сын художника Рудольфа Рудольфовича Френца и внук художника-анималиста Рудольфа Фердинандовича Френца.

## Биография
Родился 11 февраля 1937 года в Ленинграде в семье художников. Его отец, Рудольф Рудольфович Френц, был ленинградским живописцем, профессором Ленинградского института живописи, скульптуры и архитектуры Всероссийской Академии художеств.
В 1955—1961 занимался на живописном факультете Ленинградского института живописи, скульптуры и архитектуры имени И. Е. Репина. Окончил институт в 1961 году по мастерской Е. Е. Моисеенко с присвоением квалификации художника живописи. Дипломная работа — картина «В пути».
Участвовал в выставках с 1959 года, экспонируя свои работы вместе с произведениями ведущих мастеров изобразительного искусства Ленинграда. В 1963 был принят в члены Ленинградского Союза художников. В ноябре того же года в залах ЛОСХ прошла первая персональная выставка произведений художника. На ней были показаны 50 листов рисунков, посвящённых Кубе, где автор провёл несколько месяцев.
В. Френц писал пейзажи, жанровые картины, портреты. Центральное место в творчестве художника заняли природа и люди Камчатки, Сибири, Дальнего Востока. Среди созданных им произведений картины «В походе» (1961), «Электричка» (1962), «Утро», «Зимой» (обе 1964), «Кета пошла» (1965), «Возвращение на базу», «По большой воде», «Пастух, разводящий огонь» (все 1967), «Лов красной рыбы на Камчатке», «Карелия», «Лето. Путь на перевал», «По камчатской реке» (все 1968), «Ночёвка геологов», «Охотничий домик на озере Кунч» (обе 1969), «Бригадир оленеводов Н. Тевляльхота», «Соболятники» (обе 1970), «Сквозь тайгу» (1972), «Камчатская осень» (1973), «За чёрным соболем», «Разводящие костер», «Сквозь горелую тайгу», «Лето. Путь на перевал» (все 1974), «На таёжном ручье», «Охота на соболя» (обе 1977), «Посёлок золотоискателей», «Разлив Оби» (1980) и другие.
Скончался в 1986 году в Ленинграде.
Произведения В. Р. Френца находятся в Русском музее, музеях и частных собраниях в России, Японии, Франции, Италии, Финляндии и других странах.

## Выставки
- 1961 год (Ленинград): «Выставка произведений ленинградских художников» .
- 1962 год (Ленинград): "Осенняя выставка произведений ленинградских художников".
- 1964 год (Ленинград): Ленинград. Зональная выставка.
- 1965 год (Ленинград): Весенняя выставка произведений ленинградских художников.
- 1967 год (Москва): Советская Россия. Третья Республиканская художественная выставка.
- 1968 год (Ленинград): Осенняя выставка произведений ленинградских художников.
- 1969 год (Ленинград): Весенняя выставка произведений ленинградских художников.
- 1971 год (Ленинград): Наш современник. Каталог выставки произведений ленинградских художников 1971 года.
- 1972 год (Ленинград): По Родной стране. Выставка произведений ленинградских художников.
- 1975 год (Ленинград): Наш современник. Зональная выставка произведений ленинградских художников.
- 1976 год (Москва): Изобразительное искусство Ленинграда.
- 1977 год (Ленинград): Выставка произведений ленинградских художников, посвящённая 60-летию Великого Октября.
- 1980 год (Ленинград): Зональная выставка произведений ленинградских художников.
- 1997 год (Петербург): Связь времён. 1932-1997. Художники - члены Санкт-Петербургского Союза художников России .